# Виставка (Сольвичегодське)
Виставка (рос. Выставка) — присілок в Котлаському районі Архангельської області Російської Федерації.
Населення становить 67 осіб. Входить до складу муніципального утворення Котласький муніципальний округ.

## Історія
До 2022 року входило до складу муніципального утворення Сольвичегодське поселення.

## Населення
| 2002 | 2010 |
| ---- | ---- |
| 116  | ↘67  |